# Громадянська вулиця (Миколаїв)
Громадянська вулиця — вулиця в історичній частині міста Миколаєва. Обмежується Адміральскою вулицею з одного боку і Миколаївським морським портом з іншого. Загальна протяжність близько 2,4 кілометрів.

## Історія
Першу назву отримала у 1835 році від міського поліцмейстера Г. Г. Автомонова. Міщанською її назвали через те, що вулиця проходила через частину міста, в який проживав великий прошарок населення Миколаєва — міщани (ремісники, майстрові, робітники заводів, дрібні торговці тощо).
У 1920-ті роки вулицю було перейменовано на Громадянську у зв'язку з ліквідацією понять станів населення і впровадження замість них єдиного, державно-соціального стану — громадянства.

### Міщанська канава
Місцевість Громадянської вулиці в районі її перетину з Центральним проспектом вважається найнижчою точкою міста, що робить її місцем постійних паводків під час сильних злив. В зв'язку з цим в 1795—1797 роках було розпочато будівництво міської канави, яка у другій половині XIX століття через своє розташування вздовж вулиці отримала назву Міщанської.
У межах міста канава мала кам'яні стоки. Будівництво велося під керівництвом інженер-капітана П. Горохова. До 1828 року, за правління військового губернатора міста О. С. Грейга, канава була відремонтована та очищена. Нині частково перегороджена і засмічена заводом «Дормашина».

## Розташування
Громадянська вулиця обмежується Адміральскою вулицею з одного боку і Миколаївським морським портом з іншого. Загальна протяжність близько 2,4 кілометрів. Переривається заводом «Дормашина» в місці перетину з Центральним проспектом і продовжується в місці перетину з вулицею Чкалова. Закінчується в районі Миколаївського морського порта.

## Будівлі, пам'ятки
- На розі з вулицею Нікольскою, за адресою вулиця Нікольська, 69, проживав перший директор природничо-історичного музею Миколаєва, Сергій Іванович Гайдученко.
- На розі з вулицею Велика Морська, за адресою вулиця Громадянська, 16, розташовується будинок колишнього єврейського дитячого притулку. Будівлю збудовано в кінці XIX століття, має статус пам'ятника архітектури місцевого значення[2].
- В місці перетину з Центральним проспектом розташовується завод «Дормашина», який бере свій початок ще у 1880-ті роки. Головна будівля заводу є пам'яткою архітектури місцевого значення[3].
- За адресою вулиця Громадянська, 40 встановлено пам'ятний знак АТ «Миколаївобленерго», який являє собою оригінальну трансформаторну підстанцію початку XX століття. Встановлено 16 квітня 2010 року на честь 15-річчя компанії.
- В самому кінці вулиці розташовано погруддя командуючого десантним загоном, К. Ф. Ольшанського.

## Галерея

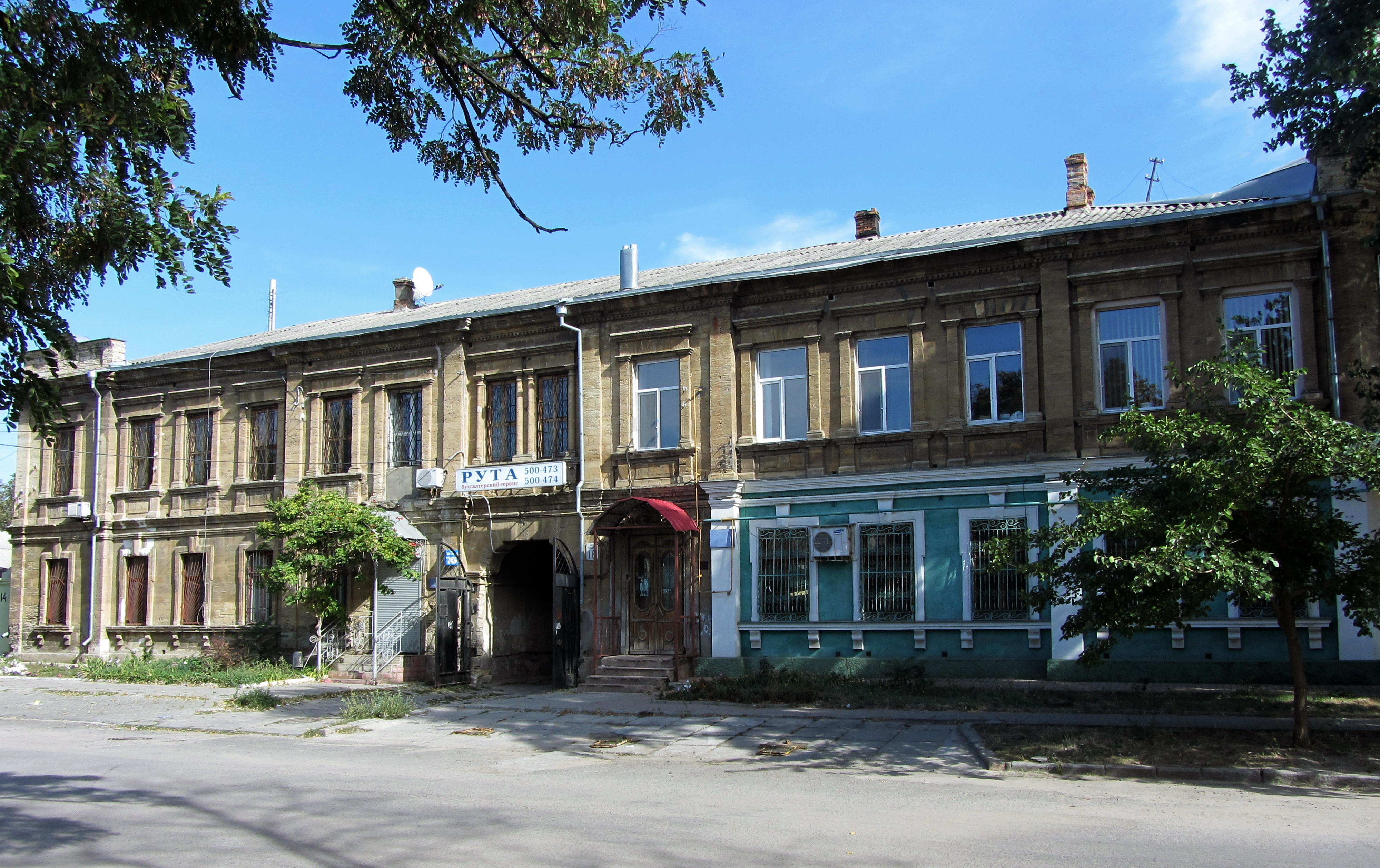
Будівля колишнього єврейського дитячого притулку
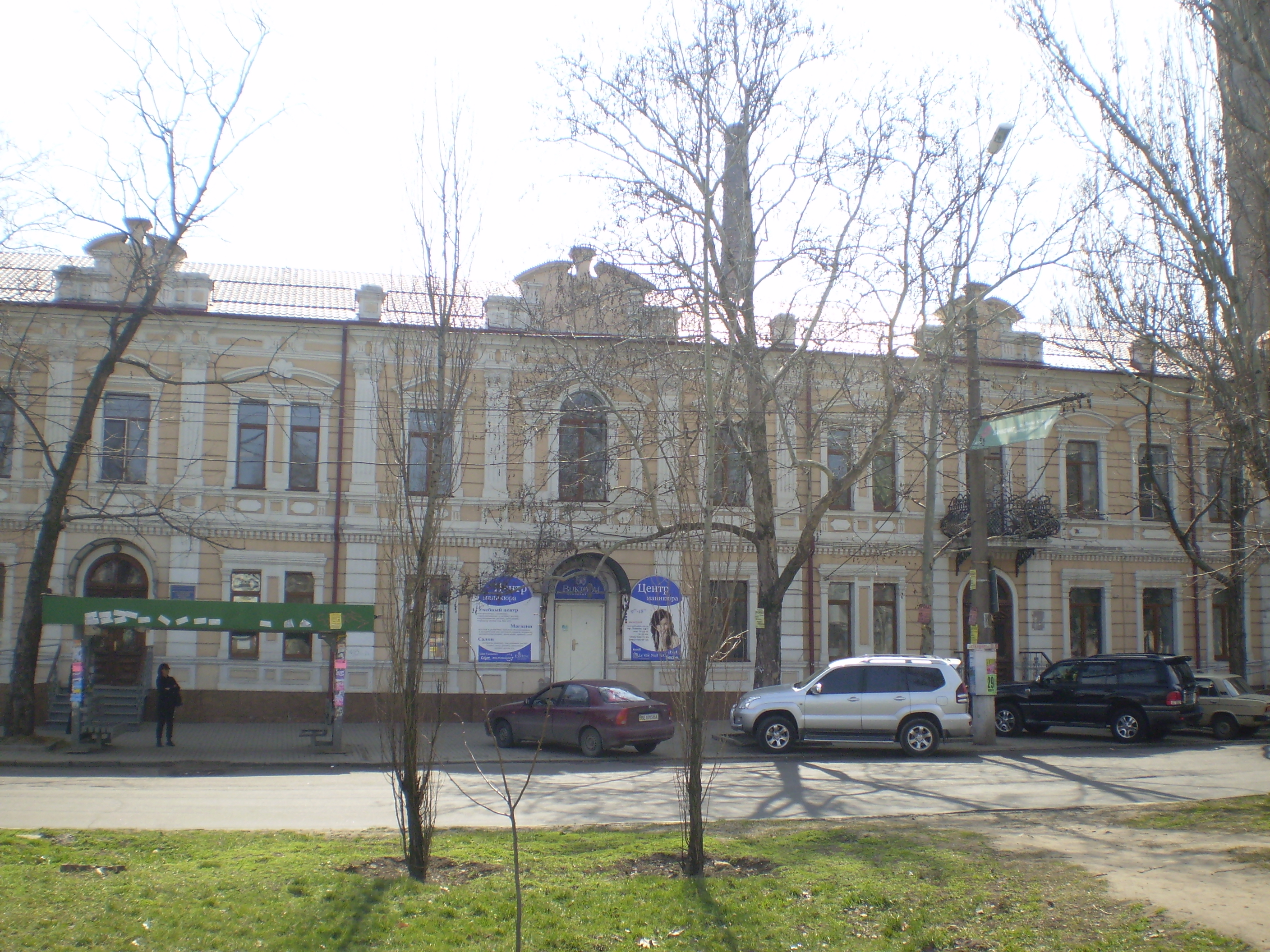
Головна будівля заводу «Дормашина»
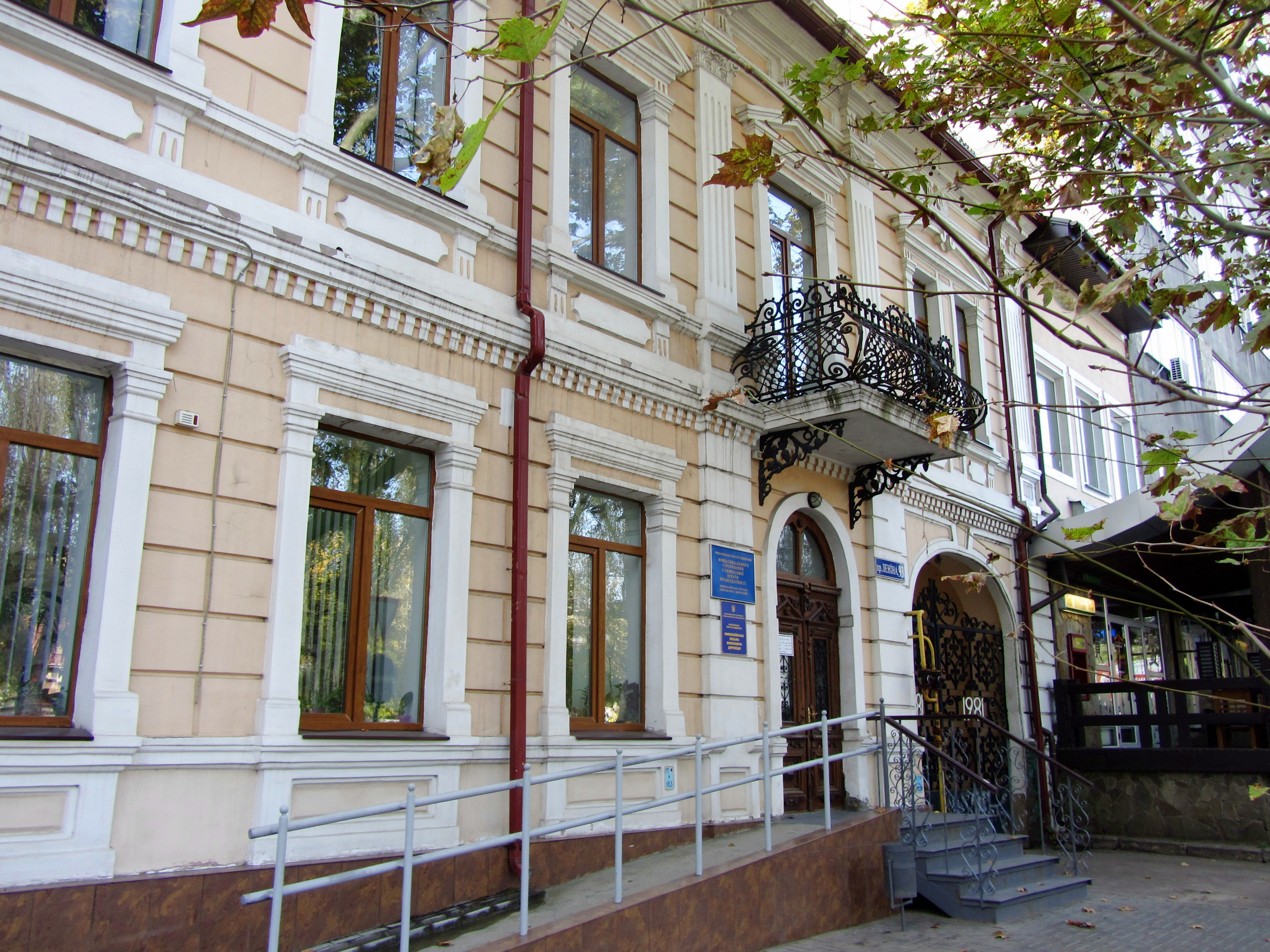
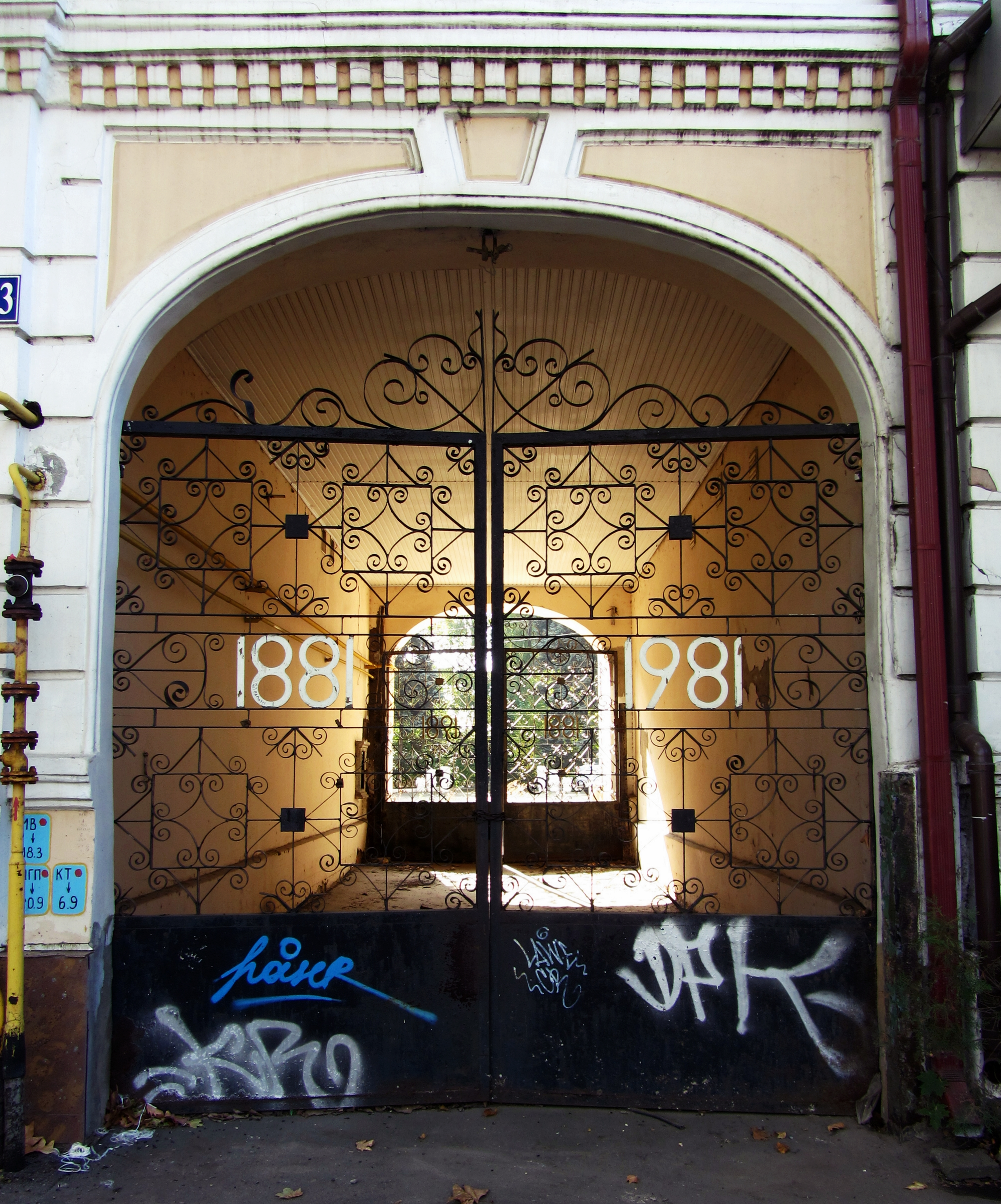
Головні ворота заводу «Дормашина»
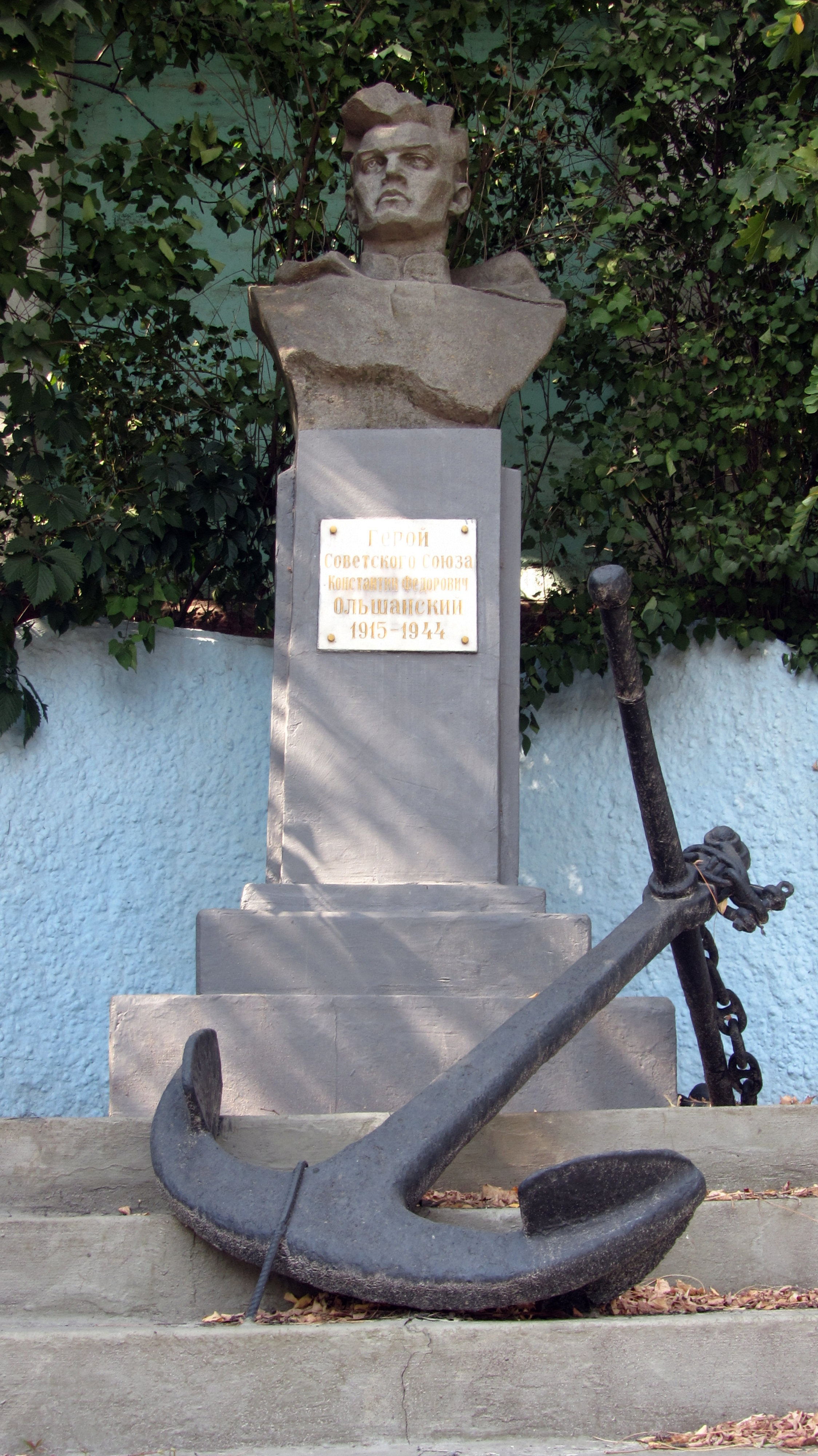
Погруддя командуючого десантним загоном, К. Ф. Ольшанського